# Нада Војиновић
Нада Војиновић (Нови Сад, 10. новембар 1954) српска је глумица и професорка глуме. Најпознатија је по главној улози у филму Радио Вихор зове Анђелију (1979). Током десетогодишње филмске каријере често је глумила заводнице, па је остала упамћена и по низу остварења у којима се појавила оскудно одевена или обнажена.

## Филмографија
| 1970-е |                                 |                                     |
| 1977.  | Живот тече даље                 | —                                   |
| 1978.  | Двобој за јужну пругу           | Роса                                |
| 1979.  | Радио Вихор зове Анђелију       | Анђелија                            |
| 1980-е |                                 |                                     |
| 1981.  | Лаф у срцу                      | Владимирова девојка                 |
| 1981.  | Лов у мутном                    | Ружа                                |
| 1981.  | Траг (кратки филм)              | —                                   |
| 1982.  | Недељни ручак                   | медицинска сестра                   |
| 1982.  | Залазак сунца                   | Марија                              |
| 1982.  | Тесна кожа                      | Мелита Сандић, Шојићева секретарица |
| 1982.  | Мој тата на одређено време      | Виолета                             |
| 1984.  | Какав деда такав унук           | Мишина учитељица                    |
| 1984.  | Хало такси                      | Жана                                |
| 1984.  | Иди ми, дођи ми                 | Мишина учитељица                    |
| 1984.  | Лицем у лице у Напуљу           | секретарица                         |
| 1984.  | Пејзажи у магли                 | —                                   |
| 1984.  | Грозница љубави                 | Стивова девојка Лила                |
| 1986.  | Развод на одређено време        | —                                   |
| 1987.  | Бригада неприлагођених (енгл. ) | пријатељица ноћи                    |
| 1987.  | Криминалци                      | девојка из воза                     |